# Ian MacKenzie
Ian MacKenzie   (Vancouver, 30 de setembre de 1953) és un nedador canandenc, ja retirat, especialista en estil lliure i esquena, que va competir durant la dècada de 1970.
El 1972 va prendre part en els Jocs Olímpics d'Estiu de Múnic, on disputà quatre proves del programa de natació. Destaca la setena posició en els 4x200 metres lliures. En les altres proves quedà eliminat en sèries. En el seu palmarès destaca una medalla de bronze al Campionat del Món de natació de 1973, una de plata als Jocs Panamericans de 1971 i una d'or i una de bronze als Jocs de la Commonwealth de 1974.